# Astatheros macracanthus
Astatheros macracanthus (Syn.: Amphilophus macracanthus, Cichlasoma evermanni, C. guija, C. heterodontus) ist eine Fischart aus der Familie der Buntbarsche, die auf der pazifischen Seite Mittelamerikas vom Isthmus von Tehuantepec im südlichen Mexiko (Oaxaca) bis El Salvador vorkommt.

## Merkmale
Astatheros macracanthus wird maximal 25 cm lang, wobei Weibchen etwa 3 bis 5 cm kleiner bleiben, und hat eine typische, „bullige“ Buntbarschgestalt. Das Art-Epitheton macracanthus („macros“ = groß + „acanthos“ = Stachel) verweist auf die kräftigen Stacheln in Rücken- und Afterflosse. Das große Maul ist stark vorstülpbar (protraktil), beide Kiefer mit je einem aus mehreren Reihen bestehenden Band samtiger Zähne besetzt. Die Zähne in der ersten Reihe sind ein wenig größer als die in den hinteren. Die Fische sind grünlich und zeigen an den Körperseiten zahlreiche glänzende, perlmuttfarbene, kleine Flecke sowie ein dunkles Streifenmuster. Während der Fortpflanzungszeit werden die Streifen tiefschwarz und die Grundfärbung der Fische weiß.

## Lebensweise
Astatheros macracanthus lebt in strömungsreichen Bächen und Flüssen ohne Pflanzenbewuchs und ernährt sich von kleinen Fischen, Insekten und deren Larven, von Süßwasserschwämmen, Fadenalgen und von höheren Wasserpflanzen. Er vermehrt sich von April bis August und ist ein Offenbrüter, der große Gelege produziert.

## Systematik
Die Art wurde 1864 durch den deutschen Zoologen Albert Günther als Heros macracanthus beschrieben, 
später aber der Gattung Cichlasoma zugeordnet. 1904 beschrieb der französische Ichthyologe Jacques Pellegrin die Untergattung Astatheros mit Cichlasoma macracanthus als Typusart. 1966 wurde Astatheros mit der Gattung Amphilophus synonymisiert. Phylogenetische Studien sprechen jedoch für eine Validität der Gattung Astatheros als Schwestergattung von Rocio. Im April 2016 wurde die Gattung Astatheros durch eine Gruppe tschechischer Ichthyologen daher revalidiert mit Astatheros macracanthus als einzige Art.